# Hoofdkantoor Royale Belge

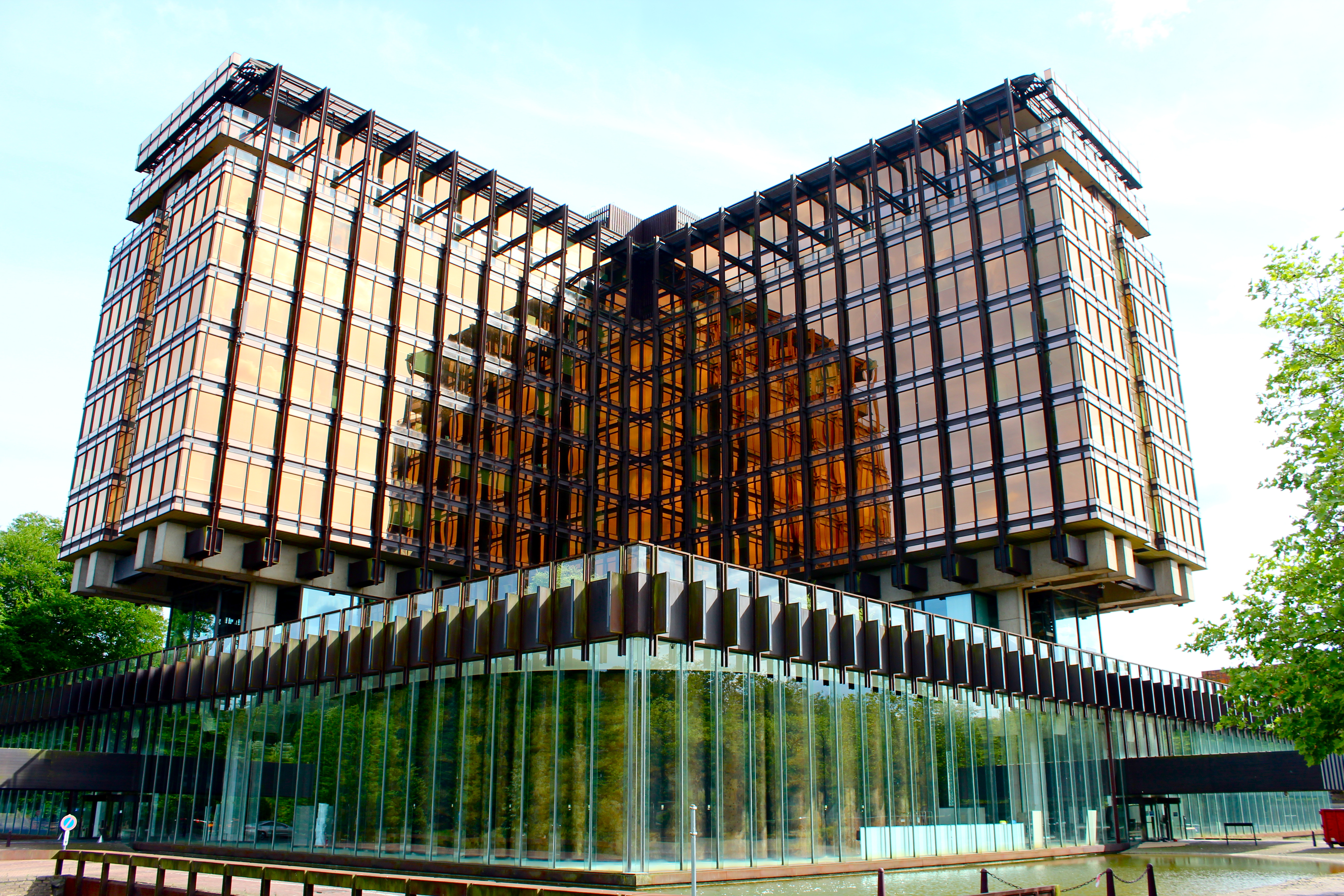

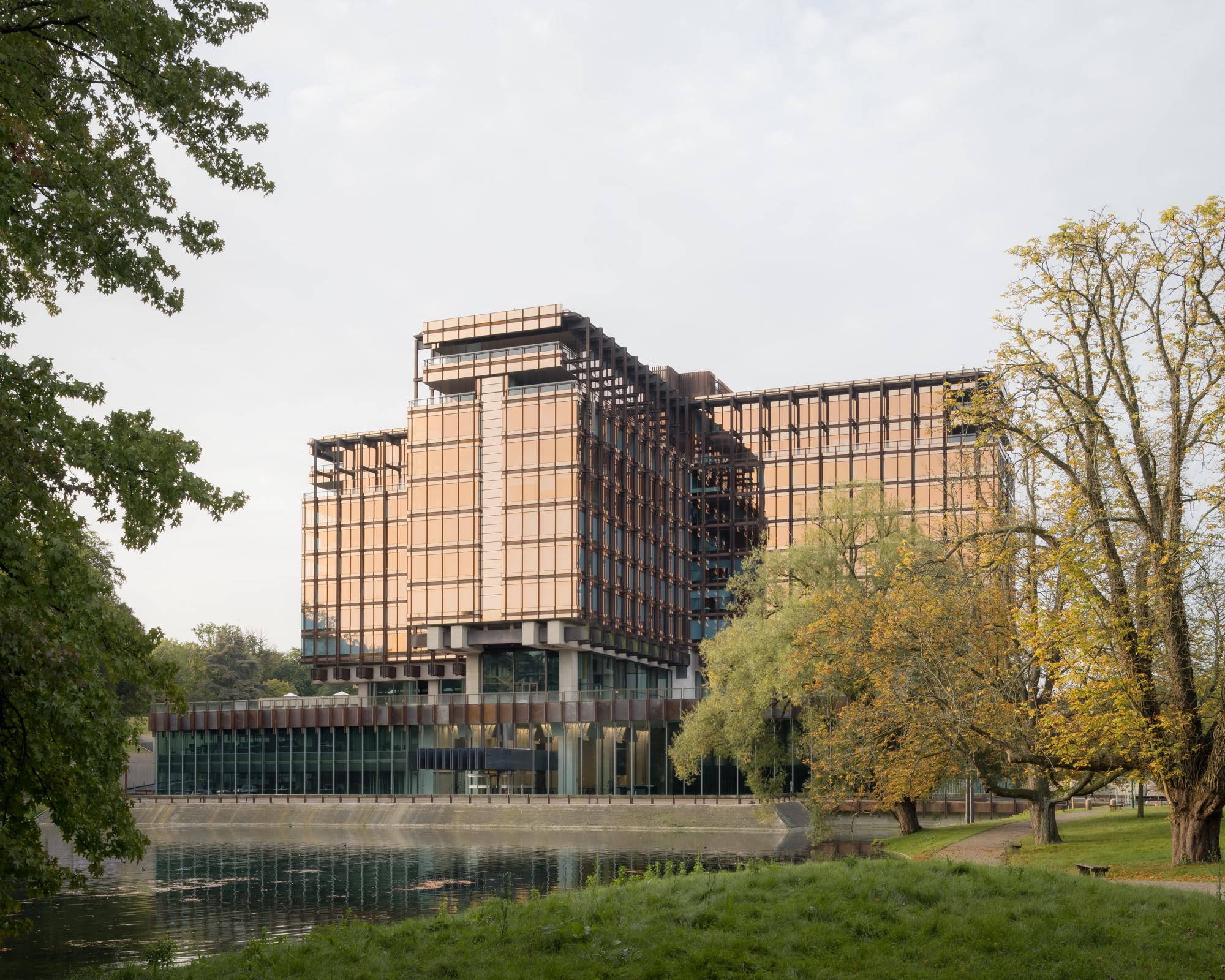

Het Hoofdkantoor Royale Belge is een functionalistisch gebouw uit 1967-70. Het ligt in Watermaal-Bosvoorde langs de Vorstlaan.

## Beschrijving
Het kruisvormige ontwerp is van René Stapels en Pierre Dufau, die zich o.a. inspireerden op de John Deere World Headquarters van Eero Saarinen (Moline, Illinois). Het gebouw is 50,80 meter hoog en heeft een vloeroppervlakte van 54.000 vierkante meter. De buitenzijde bestaat uit cortenstaal en bronskleurig gefumeerde ramen. Dankzij de landschapsarchitecten Jean Delogne en Claude Rebold is het geheel harmonisch ingeplant tussen vijvers en groen.

## Geschiedenis
De bouw begon op 4 april 1967, waarna op 25 juni 1970 de plechtige ingebruikname volgde. Opdrachtgever was de verzekeraar Royale Belge. Nadat die in 1999 was opgegaan in het Franse AXA, werd het complex verkocht aan Cofinimmo en teruggehuurd tot 2018. AXA verhuisde in 2017 haar Belgische zetel naar het Troonplein (voormalig Hoofdkantoor Electrobel). Sindsdien stond het voormalige hoofdkantoor leeg.
De Verenigde Staten werden de nieuwe eigenaar van de gebouwen aan de Vorstlaan, met de bedoeling er de Amerikaanse ambassade in onder te brengen. De structuur bleek echter niet geschikt om zwaar kogelvrij glas te dragen. Om al te ingrijpende transformaties te vermijden, plaatste de Brusselse regering het gebouw op de bewaarlijst, waarna de Amerikanen afzagen van het project.
De nieuwe eigenaar Souverain 25 bekwam in 2021 een vergunning voor een ingrijpende verbouwing, waarvan de voltooiing werd aangekondigd voor 2023. Het Britse architectenbureau Caruso St John en het Antwerpse kantoor Bovenbouw Architectuur wonnen de wedstrijd die de bouwheer hiervoor in samenwerking met de Brusselse bouwmeester had uitgeschreven. Het is sinds 2023 een gemengd complex met kantoren, een hotel, een foodmarket, een fitness- en een welnesscentrum met openluchtzwembad.